# 康拉德四世 (德意志国王)
康拉德四世（Konrad IV）（1228年4月25日—1254年5月21日）是霍亨斯陶芬王朝的罗马人民的国王（1237年—1254年在位）和西西里国王（1250年—1254年在位），耶路撒冷国王（1228年—1254年），以及士瓦本公爵（1235年—1254年）。

## 生平
康拉德四世是神圣罗马帝国皇帝腓特烈二世之子，母亲为耶路撒冷女王伊莎贝拉二世（或称尤兰达）。他出生于意大利阿普里亚地区巴里省的安德里亚。康拉德四世的母亲在他出生一周左右就由于产褥热去世（卒于1228年5月1日）。
在他的父皇腓特烈二世于1235年最后一次前往德国，并且废除了其叛乱的长子亨利的继承权后，7岁的康拉德代替兄长成为罗马人民的国王人选。1237年2月，还是个孩子的康拉德在维也纳被选为罗马人民的国王，似乎为了避免再一次由儿子向父親发难的悲剧，皇帝腓特烈二世决定在死后才向他受冠。
当腓特烈二世于1250年去世时，他把西西里和德意志交给康拉德统治。年轻的国王像他父亲一样受到教皇的威胁；教廷的目标是尽一切力量把霍亨斯陶芬家族的势力逐出意大利（如果可能，也赶出德国去）。因此，康拉德四世的统治必然充满了与教皇无休无止的争斗。1251年，康拉德四世第一次入侵意大利，但没能实现清除那里的教皇支持者的目标；实际上，那是不可能的。作为报复，教皇英诺森四世废黜了他的西西里王位，并于1253年把它授予英格兰王子埃德蒙（英格兰国王亨利三世之子）。1254年，英诺森四世将康拉德四世处以绝罚，这几乎等于断送了他的政治生命。就在同年康拉德四世死于热病，而英诺森四世也去世了。他的儿子康拉丁继续了与教廷势力的斗争，直到被彻底击败并死于非命为止。
| 康拉德四世 (德意志国王) 霍亨斯陶芬王朝出生于：1228年4月25日逝世於：1254年5月21日 | 康拉德四世 (德意志国王) 霍亨斯陶芬王朝出生于：1228年4月25日逝世於：1254年5月21日 | 康拉德四世 (德意志国王) 霍亨斯陶芬王朝出生于：1228年4月25日逝世於：1254年5月21日 |
| 統治者頭銜                                                                       | 統治者頭銜                                                                       | 統治者頭銜                                                                       |
| -------------------------------------------------------------------------------- | -------------------------------------------------------------------------------- | -------------------------------------------------------------------------------- |
| 前任者： 伊莎貝拉二世 及 腓特烈                                                  | 耶路撒冷國王 1228年－1254年 與腓特烈二世同時在任 （1237年-1243年）               | 繼任者： 康拉丁                                                                  |
| 前任者： 亨利七世 及 腓特烈                                                      | 士瓦本公爵 1235年–1254年                                                         | 繼任者： 康拉丁                                                                  |
| 前任者： 亨利七世 及 腓特烈                                                      | 羅馬人民的國王 1237年–1254年 與腓特烈二世同時在任 （1237年-1250年）              | 繼任者： 威廉 為由1247年起為敵對國王                                             |
| 前任者： 亨利七世 及 腓特烈                                                      | 意大利國王 1237年–1254年 與腓特烈二世同時在任 （1237年-1250年）                  | 空缺下一位持有相同頭銜者：亨利七世                                               |
| 前任者： 腓特烈                                                                  | 西西里國王 1250年–1254年                                                         | 繼任者： 康拉丁                                                                  |